# Thomas Windisch
Thomas Windisch (* 12. Oktober 1914 in Hals, Egerland; † 23. Mai 2005) war ein deutscher Komponist, Architekt, Maler, Lyriker und Pianist; hauptberuflich Baumeister, nebenberuflich Komponist, Organist und Chorleiter.

## Leben
Von 1920 bis 1939 studierte Windisch in Reichenberg (Liberec) an der höheren Staatsgewerbeschule das Fach Bauingenieur, erhielt bei seinem Vater Unterricht in Musik und kam dann an die Musikschulen in Petschau und Preßnitz. In letzterer erhielt er bei Hugo Wagner (1873–1944) und Wilhelm Pochmann auch privaten Unterricht. Seine weitere musikalische Ausbildung erlangte er durch Privatstudium in Dresden, Berlin und Göttingen. Er war 1936–1947 als Korrepetitor, Chorleiter in Reichenberg und nach 1945 als Organist, Chorleiter, Musikkritiker und Maler berufstätig. Seine Musikwerke wurden seit 1936 aufgeführt. Als Heimatvertriebener wurde er Planungsarchitekt im Staatlichen Hochbauamt in Stuttgart und war auch Komponist und Musikschriftsteller.
Thomas Windisch schrieb zahlreiche Orchesterwerke, Klavierkonzerte, Lieder und Chorgesänge, Blasmusikwerke und Kirchenmusik in fast allen Stilarten. Seine Kompositionen umfassten eine Vielzahl von unterhaltenden Werken, über 260 Lieder und Chöre, darüber hinaus auch Messen und vor allem ernste Musik unter anderem für Klavier, Streicherensembles, Chor und Großes Orchester.
Als Hauptwerk und musikalisches Vermächtnis gilt sein 1980 veröffentlichtes Lehrbuch „Die Freie Musik“ über ein von ihm entwickeltes neuartiges Kompositions- bzw. Musikkonzept, aus welchem 1980 im Konzertsaal der Musikhochschule München, geleitet und gestaltet von seiner Tochter Sigrid, verehelichte Mittendorfer das Stück "Greif das Dunkel einer Nacht" uraufgeführt wurde. Das Lehrbuch enthält:
Vier Elementare Grundsätze der Freien Musik:
1. alle tonalen und atonalen Systeme sind aufgelöst
2. jede Stimme hat auch im Zusammenspiel ihre eigene Melodie
3. jedes mehrstimmige Musikstück kann auch einzeln oder in verschiedenen Gruppierungen gespielt werden
4. die Tonleiter-Vielfalt bestimmt das Zusammenspiel und den Zusammenklang der verschiedenen Melodien.

## Werke als Komponist
- Konzert für Violine, Violoncello und Streichorchester op. 1-FM (1970) – sein erstes Werk in „Freier Musik“
- Panta Rhei („Alles fließt“) für Klavier Solo op. 3-FM (1972)
- Konzert für Violoncello und Klavier op. 5-FM (1973)
- Ein Dutzend Blätter in Freier Musik op. 6-FM (1974)
- Räuber-Galopp für großes Orchester (1954); Uraufführung: 1955 München (aus dem Märchen-Tanzspiel Es war einmal …)
Aufnahme 5. Januar 1955, Das Fränkische Landesorchester, Ltg. Leo Eysoldt, Produktion: Bayerischer Rundfunk
- Typsi, das denkende Huhn, erkämpft das Paradies der Tiere. Phantastische Tiergeschichte für jedes Alter. 2. Auflage. Baden-Baden 1999 [EA 1982]

## Werke als Architekt
- Funkturm der Landespolizei Nordwürttemberg auf dem Raichberg in Stuttgart
- Parkhochaus in Stuttgart
- Amtsgericht in Stuttgart-Bad Cannstatt
- Handschuhfabrik in Hilpoltstein